# Eudyptes pachyrhynchus
Eudyptes pachyrhynchus este o specie de pinguini endemică în Noua Zeelandă.

## Taxonomie
Această specie a fost descrisă în anul 1845 de către zoologul englez George Robert Gray. Denumirea „pachyrhynchus” provine din cuvintele din greaca veche pachy-/παχυ- „gros” și rýnchos/ρύγχος „cioc”. Este una dintre speciile genului Eudyptes, al cărui nume provine din cuvintele din greaca veche ef/ευ „bun” și dýptis/δύπτης „scufundător”.
Nu se cunosc subspecii ale acestei specii.

## Descriere

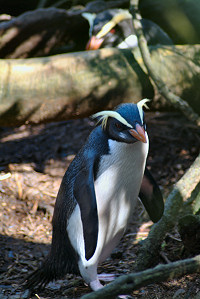
Eudyptes pachyrhynchus

Eudyptes pachyrhynchus crește până la aproximativ 55–60 cm lungime și cântărește în medie cam 3,7–4,1 kg, greutatea sa variind de la circa 2 kg până la circa 5,95 kg.

## Dietă
Dieta sa este compusă din cefalopode (în principal Nototodarus sloanii), crustacee (preponderent krillul și Nyctiphanes australis) și pești (în principal Pseudophycis bachus și Macruronus novaezelandiae).

## Stare de conservare
Eudyptes pachyrhynchus este clasificată de către Uniunea Internațională pentru Conservarea Naturii ca specie aproape amenințată, iar starea lor de conservare a fost schimbată în anul 2013 de către Department of Conservation în „amenințată”. Printre prădătorii acestei specii se numără pisicile, șobolani, câinii și herminele. De asemenea, este vulnerabilă la perturbarea umană.